# چهارمنار (حیدرآباد)

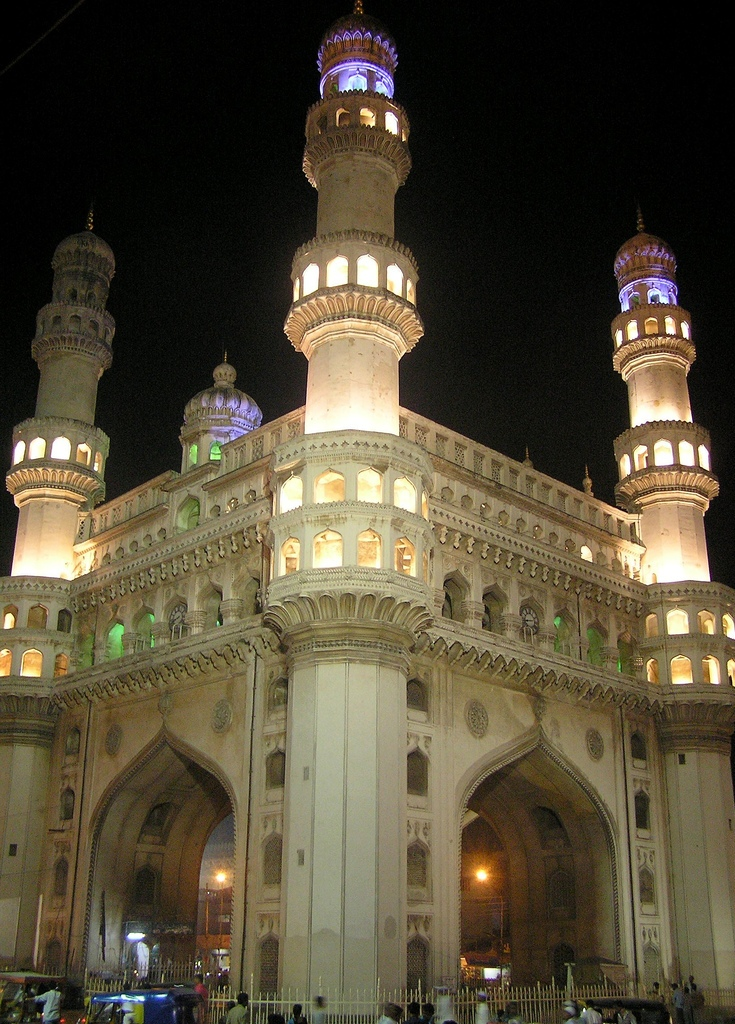
عمارت چار منار یا چهار منار

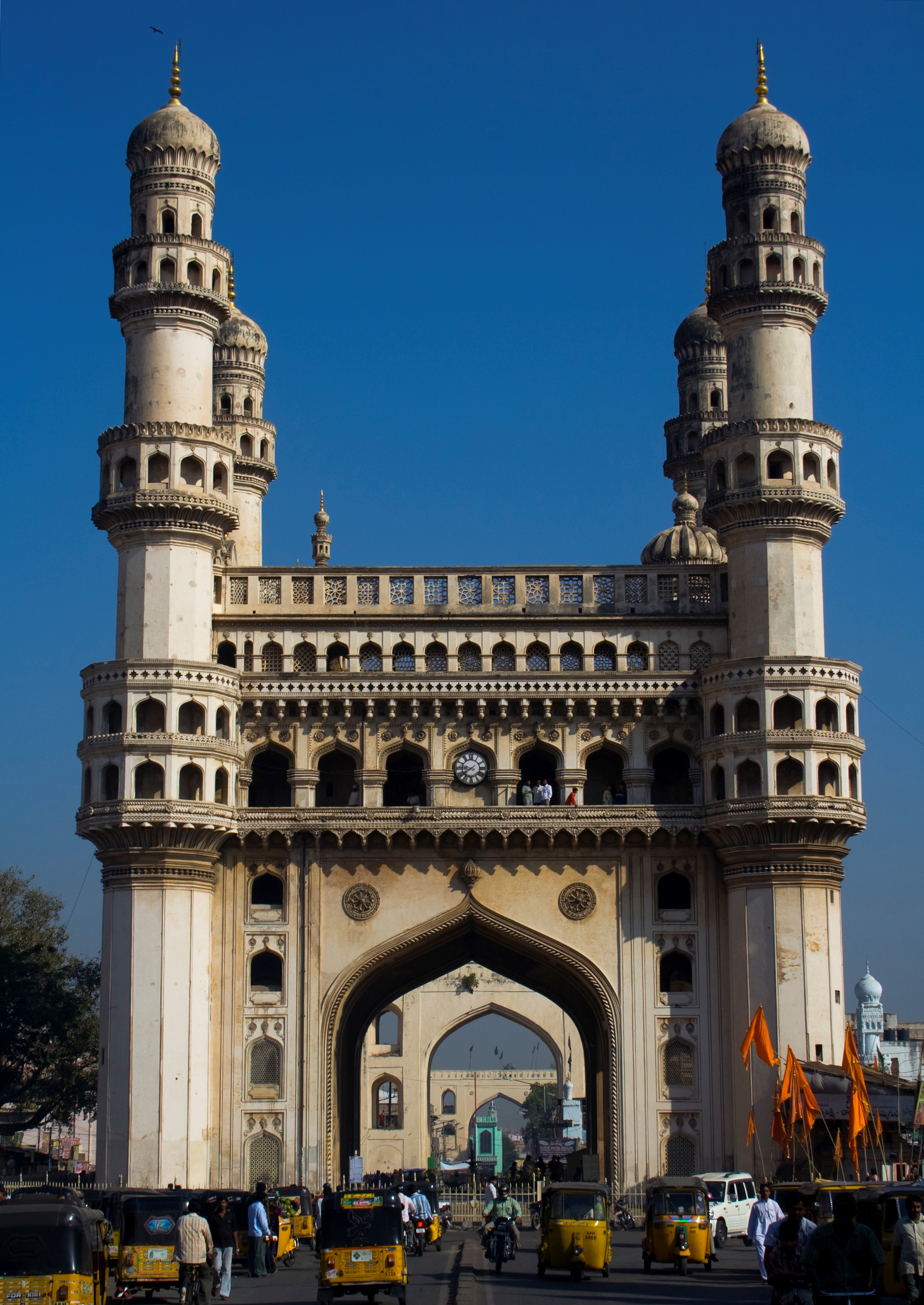
بنای چارمنار نماد شهر حیدرآباد

چهار منار یا چار منار (به انگلیسی: Charminar به اردو: چار مینار به هندی:चार मीनार به تلگو:చార్ మినార్) معروفترین مسجد و اثر تاریخی در شهر حیدرآباد، مرکز ایالت تلگانه در هند است. این اثر تاریخی که قدیمی‌ترین بنای تاریخی شهر حیدرآباد است به عنوان سمبل آن شهر شناخته می‌شود و نمونه‌ای از فرهنگ اسلامی ـ‍ ایرانی در کشور هندوستان است.
چار منار یک مسجد و بنای یاد بود در شهر حیدرآباد ایالت تلگانه هند است، که در سال ۱۵۹۱ میلادی/۱۰۰۶ هجری قمری ساخته شده‌است. این مکان برجسته به عنوان نشانه‌ای جهانی از حیدر آباد محسوب می‌شود که در لیست شناخته شده‌ترین بناهای هندوستان می‌باشد. چار منار در ساحل شرقی رودخانه موسی واقع است، و در غرب آن بازار لاد قرار دارد و در جنوب غربی بنا مسجد مکه که تزئینات فراوان گرانیتی دارد قرار گرفته‌است. این ساختمان به عنوان یک گنجینه معماری و باستان شناختی در فهرست رسمی «بناهای به یاد ماندنی» که توسط مرکز مطالعات باستان‌شناسی هند تهیه شده‌است، قرار دارد.
اسم آن از ترکیب کلمات «چهار»"Chār "و «منار» "Minar" یا"meenar"در اردو می‌باشد که در انگلیسی به "four towers " ترجمه شده‌است. برج‌های ذکر شده مناره‌های تزئین شده‌ای می‌باشند که به ۴ طاق بزرگ متصل شده و توسط آنها حمایت می‌شوند.

## تاریخچه
سلطان محمد قلی قطب شاه پنجمین پادشاه سلسله قطب شاهی در سال ۱۰۰۶ ه‍.ق / ۱۵۹۱ م پس از مدت کوتاهی از آنکه پایتخت خود را از گلکنده به جایی که اکنون حیدرآباد شناخته می‌شود انتقال داد این بنا را ساخت. او این مسجد را به شکرانه دفع بلای طاعون از شهر بنا کرد.
تعدادی از افسانه‌های معروف که با جنبه معمارانه این بنای یادبود هماهنگی داردو باقی مانده‌اند به شرح زیر می‌باشد:
مرکز مطالعات باستان شناختی هند"ASI"، سرپرست فعلی بنا، در اسناد خود شرح می‌دهد که:"باتوجه به هدف ساخت چارمنار چند نظریه موجود است. گرچه بسیار مورد قبول است که چارمنار که در مرکز شهر ساخته شده، برای جشن گرفت ریشه کن شدن طاعون است."یک بیماری بسیار مهلک که در آن زمان بسیار شیوع یافته بود؛ زیرا که محمد قلی قطب شاه برای خاتمه یافتن طاعون که شهرش را ویران ساخته بود، دعا و نذر کرده بود که مسجدی در جایی که دعا کرده بود برپا سازد.
براساس گفته‌های ژان ده تونات، سیاح فرانسوی قرن ۱۷ میلادی، کسی که روایتش مکمل متون فارسی در دسترس است، چارمنار در سال ۱۵۹۱ میلادی ساخته شد، تا شروع هزاره دوم اسلام را جشن بگیرد. این واقعه در جهان اسلام به‌طور گسترده جشن گرقته شد، بنابراین قطب شاه شهر حیدر آباد را برای جشن گرفتن این واقعه به وجود آورد و با ساختن بنای مسجد، این واقعه را گرامی داشت.
جناب مسعود حسین خان مورخ نقل می‌کند که ساختمان چارمنار در سال ۱۵۹۲ میلادی به اتمام رسید و در حقیقت شهر حیدر آباد در سال ۱۵۹۱میلادی ساخته شد. بر اساس کتاب "روزگار محبوب"قطب شاه چار منار را در سال ۱۵۸۹ میلادی ساخت، درجایی که به‌طور اتفاقی با ملکه آینده‌اش "باگماتی "آشنا شد و بعد از به اسلام گرویدن ملکه، قطب شاه شهر را حیدر آباد نامید. گرچه این داستان به وسیله مورخین و پژوهشگران انکار گشت اما در میان مردم محلی افسانه ای محبوب شد.
در مدت فرمان‌روایی حکومت مغول در بین فرمان‌روایی حکومت‌های قطب شاهی و آصف شاهی، منارهٔ جنوب غربی در اثر برخورد صاعقه فرو ریخت و کاملاً منهدم گشت و سپس با هزینه ۶۰۰۰۰ روپیه مورد تعمیر قرار گرفت. در سال ۱۸۲۴ میلادی با هزینه یک لک دوباره اندود زده شد.

## ساختار
این بنای عظیم تاریخی دارای چهار مناره و چهار دروازه بزرگ می‌باشد و هر یک از دروازه‌ها به یک خیابان منتهی می‌شود. ساختار اولیه شهر حیدرآباد بر اساس بنای چهار منار نهاده شده‌است که سبک شهرسازی آن مانند شهر اصفهان در ایران می‌باشد.
چهار منار عمارتی دو طبقه و مربع شکل است با ارتفاع ۲۶ و عرض ۲۰ متر که در چهار سمت آن چهار مناره به ارتفاع ۴۸/۷ متر از زمین ساخته شده‌است. در داخل هر مناره پلکانی مارپیچی با ۱۴۹ پله مردم را به بالای مناره هدایت می‌کند تا دورنمای کل شهر را نظاره کنند.
این عمارت زیبا نمونه عالی معماری اسلامی است و در تمام جزئیات و ظرایف این عمارت زیبا نگاه زیبایی‌شناسی اسلامی نهفته‌است. در قسمت داخلی بین هر یک از ستون‌ها نام حضرت رسول و علی در کنار هم نوشته شده‌است.

## کاربرد
عمارت چهار منار یک مسجد است که در زمان «قطب شاهیان» به‌عنوان مدرسه علوم دینی استفاده می‌شده‌است؛ که امروزه وجود آن در مرکز شهر این بنا را به نمادی برای حیدرآباد تبدیل کرده‌است.
چارمنار در شب هم به کمک نورافکن‌هایی که برآن می‌تابد چون نگینی می‌درخشد و به اندازه روشنایی روز دیدنی و جذاب است.